# Ehsan Yarshater
Ehsan Yarshater (in persiano احسان يارشاطر‎; Hamadan, 3 aprile 1920 – Fresno, 2 settembre 2018) è stato uno storico e iranista iraniano naturalizzato statunitense.

## Biografia e carriera
Nato a Hamadan (Iran qagiaro), Ehsan Yarshater ha studiato lingua e letteratura farsi nell'Università di Tehran e filologia iranica (Antico e Medio persiano) nella School of Oriental and African Studies (SOAS), University of London con Walter Bruno Henning. La sua tesi di laurea a Tehran, in Poesia persiana, verté su Shah Rukh, sovrano della dinastia Timuride (XV secolo). La sua tesi di Linguistica iranica sostenuta a Londra (in seguito data alle stampe sotto il titolo A Grammar of Southern Tati Dialects (Mouton, 1969), descrisse invece una serie di dialetti Tati, parlati nell'area a SO di Qazvin.
Fondatore e direttore del Center for Iranian Studies e Professore Emerito della cattedra di Studi Iranici Hagop Kevorkianat della Columbia University (New York). È stato il primo professore a tempo pieno di lingua persiana di un'università statunitense dalla Seconda guerra mondiale. Ha pubblicato numerosi articoli sui dialetti moderni dell'Iran occidentale, in special modo Tati e Taleshi, e sui dialetti ebraici (incluso il Lotara'i), oltre che di mitologia persiana. Sebbene nato in una famiglia di fede Bahá'í, da adulto Ehsan Yarshater non è un fedele praticante e, anzi, egli stesso afferma di non essere un Baha'i.
È uno dei 40 curatori dell'Encyclopædia Iranica, che ospita articoli di oltre 300 autori appartenenti alle più diverse istituzioni accademiche internazionali. Ha anche edito il terzo volume della Cambridge History of Iran, comprendente la storia dei Seleucidi, dei Parti e dei Sasanidi, oltre ad aver scritto un volume intitolato Persian Literature. È altresì curatore di una serie di sedici volumi dal titolo History of Persian Literature e ha curato i 40 volumi della traduzione integrale e del commento del Taʾrīkh al-rusul wa l-mulūk di Ṭabarī, per conto della SUNY Press di Albany (New York).
È stato insignito di numerosi premi e riconoscimenti internazionali per la sua attività scientifica, incluso un premio dell'UNESCO nel 1959 e la Medal for Achievement in Islamic Studies "Giorgio Levi Della Vida" dell'UCLA nel 1991. Conferenze a lui intitolate sono state istituite dalla University of London, dalla University of California, Los Angeles e dal Centre National de Recherche Scientifique di Parigi.

## Pubblicazioni
1. Theorems and Remarks (al-Isharat wa'l-tanbihat) by Avicenna, tr. into Persian in the 13th century; annotated edition. Tehran, National Monuments Society, 1953.
2. Five Treaties in Arabic and Persian (Panj Resala) by Ibn Sina, annotated edition. Tehran, National Monuments Society, 1953.
3. Persian Poetry under Shah Rokh: The Second Half of the 15th Century (Sher-e parsi dar 'ahd-e Shahrokh). Tehran, the Tehran University Press, 1955.
4. Legends of the Epic of Kings (Dastanha-ye Shahnama). Tehran: Iran-American Joint Fund Publications, 1957, 1958, 1964; 2nd ed. 1974, 1982 (awarded a UNESCO prize in 1959).
5. Old Iranian Myths and Legends (Dastanha-ye Iran-e bastan). Tehran: Iran-American Joint Fund Publications, 1957, 1958, 1964 (Royal Award for the best book of the year, 1959).
6. With W.B. Henning (eds.). A Locust's Leg: Studies in Honour of S.H. Taqizadeh. London, 1962.
7. Modern Painting (Naqqashi-e novin). 2 vols. Tehran: Amir Kabir, 1965–66; 2nd printing, 1975.
8. A Grammar of Southern Tati Dialects, Median Dialect Studies I. The Hague and Paris, Mouton and Co., 1969.
9. Iran Faces the Seventies (ed.). New York, Praeger Publishers, 1971.
10. With D. Bishop (eds.). Biruni Symposium. New York, Center for Iranian Studies, Columbia University, 1976.
11. Selected Stories from the Shahnama (Bargozida-ye dastanha-ye Shahnama), Vol. I. Tehran, BTNK, 1974; reprint, Washington, D.C., Iranian Cultural Foundation, 1982.
12. With David Bivar (eds.). Inscriptions of Eastern Mazandaran, Corpus Inscriptionem Iranicarum. London, Lund and Humphries, 1978.
13. With Richard Ettinghausen (eds.). Highlights of Persian Art. New York, Bibliotheca Persica, 1982.
14. Sadeq Hedayat: An Anthology (ed.). New York, Bibliotheca Persica, 1979.
15. Cambridge History of Iran, Vol. III: Seleucid, Parthian and Sassanian Periods (ed.). Cambridge, Cambridge University Press, 1983.
16. Persian Literature (ed.). New York, State University of New York Press, 1988.
17. History of Al-Tabari: Volumes 1-40 (ed.). New York, State Univ of New York Press, 2007.